# Iris Vermillion
Pour les articles homonymes, voir Vermillion.
Iris Vermillion, née en 1960 à Bielefeld, est un artiste lyrique allemande de tessiture mezzo-soprano.

## Biographie
Elle étudie la flûte et le chant à la Hochschule für Musik à Detmold et à la Hochschule für Musik und Theater à Hambourg.
Elle apparaît aussi dans deux téléfilms basés sur les opéras Die Zauberflöte (La Flûte enchantée) en 1991 et Il re pastore (Le Roi berger) en 1989.